# Wild, Wild West (Lied)
Wild, Wild West ist ein Pop-Rock-Lied der britischen Band The Escape Club aus dem Jahr 1988, das von der Band selbst geschrieben und von Chris Kimsey produziert wurde. Es erschien auf dem gleichnamigen Album. Die Veröffentlichung des Songs war am 19. August 1988.

## Song und Musikvideo
Der Songtext beschreibt ein Leben in den 1980er Jahren, die Angst vor dem großen „Boom“ aus dem Kalten Krieg, Sexuelle Anspielungen die auf Safer Sex hinauslaufen. Im Video spielt die Band den Song, gelegentlich erscheinen Gliedmaßen mit einem bizarr wirkenden „Spiegel-Effekt“.

## Geschichte
Wild, Wild West  war die erste Single des gleichnamigen Albums und wurde durch MTV bekannt. Der Titel erreichte in den USA den ersten Platz der Charts, während er die Charts des Heimatlandes der Band nicht erreichen konnte.
Die Zeile: „I love her eyes and her wild, wild hair“, „heading for the ’90s, living in the wild, wild west“, (deutsch: „Ich liebe ihre Augen und ihr wildes wildes Haar“, „auf in die 1990er durch den wilden wilden Westen“) werden mit Soundeffekten im Lied unterlegt. Kritiker bemerkten starke Ähnlichkeiten mit Elvis Costellos Pump It Up aus dem Jahr 1978, aufgrund des Schlagzeugs und des Gesangs.

## Kommerzieller Erfolg

### Chartplatzierungen
| ChartsChartplatzierungen       | Höchstplatzierung | Wochen |
| ------------------------------ | ----------------- | ------ |
| Vereinigte Staaten (Billboard) | 1 (27 Wo.)        | 27     |

| ChartsJahrescharts (1988)      | Platzierung |
| ------------------------------ | ----------- |
| Vereinigte Staaten (Billboard) | 18          |

### Auszeichnungen für Musikverkäufe
| Land/Region               | Auszeichnungen für Musikverkäufe (Land/Region, Auszeichnung, Verkäufe) | Verkäufe |
| ------------------------- | ---------------------------------------------------------------------- | -------- |
| Vereinigte Staaten (RIAA) | Gold                                                                   | 500.000  |
| Insgesamt                 | 1× Gold ·                                                              | 500.000  |

## Coverversionen
- 1989: Wally Wingert feat. Dr. Demento (Parodieversion mit umgeänderten Texten)